# ليني أبراهامسون
ليني أبراهامسون (بالإنجليزية: Lenny Abrahamson)‏ هو كاتب سيناريو ومخرج أيرلندي، ولد في 30 نوفمبر 1966 في دبلن في جمهورية أيرلندا.

## وصلات خارجية
- ليني أبراهامسون على موقع IMDb (الإنجليزية)
- ليني أبراهامسون على موقع ألو سيني (الفرنسية)
- ليني أبراهامسون على موقع أول موفي (الإنجليزية)
- ليني أبراهامسون على موقع قاعدة بيانات الأفلام السويدية (السويدية)
- ليني أبراهامسون على موقع ديسكوغز (الإنجليزية)
- ليني أبراهامسون على موقع قاعدة بيانات الفيلم (الإنجليزية)
- ليني أبراهامسون على موقع كينوبويسك (الروسية)